# گلیسون برمر
گلیسون برمر(زادهٔ ۱۸ مارس ۱۹۹۷)، بازیکن فوتبال اهل برزیل است که برای باشگاه فوتبال یوونتوس در پست مدافع بازی می‌کند.